# 今泉良一
今泉 良一（いまいずみ りょういち）は、日本の男性アニメーター。 

## 主な参加作品

### テレビアニメ
- 機動戦士ガンダム00（2007〜2008）作画監督
- 機動戦士ガンダム00 セカンドシーズン（2008）作画監督